# Founji
Les Founji, parfois Funj (anglais) ou Foundji (selon l'ancienne graphie française) sont un peuple d'Afrique orientale, ainsi qu'une dynastie à l'origine du Sultanat des Funj de Sennar (1504 – 1821). Leur origine est débattue depuis le milieu du XXe siècle.

## Description
Jay L. Spaulding, tente en 1974, dans l'ouvrage Kingdoms of the Sudan (royaumes du Soudan), de rouvrir le débat de leurs origines en construisant une chronologie basée sur différentes sources disponibles. Dans ce même ouvrage, R.S. O'fahey essaie contrairement à ce qui avait été fait précédemment, de reformuler les hypothèses de leurs origines, on ne se basant que sur des certitudes. Selon certaines sources, il s'agit de populations métissées arabo-nubiennes.